# MGP 2004
MGP 2004 blev afholdt d. 25 September 2004 og var en sangkonkurrence for børn  10 sangere/bands dystede om at vinde. Værterne var Christine Milton og Mads Lindemann. Vinderen skulle senere repræsentere Danmark ved den anden udgave af Junior Eurovision Song Contest

## Deltagere
| Nr | Deltagere           | Fulde navn                                               | Sang                        | Resultat      |
| -- | ------------------- | -------------------------------------------------------- | --------------------------- | ------------- |
| 1  | Simone              | Simone Tang                                              | "Hvorfor Gik Du Din Vej?"   | Ude           |
| 2  | Green Kidz          | Emil Moritzen Bak, ?                                     | "På en Grøn Grøn Sommerdag" | Ude           |
| 3  | G=Beat              | Gbandi Bougonou                                          | "Buster Buster"             | Superfinalist |
| 4  | Frigg               | Frigg Falk Sabroe                                        | "Jeg Ka' Li' Det"           | Ude           |
| 5  | Cool Kids           | Ibrahim Chouqeir, Niki Popovic, Caroline Forsberg Thybo  | "Pigen er Min"              | Superfinalist |
| 6  | Line Rømer          | Line Rømer                                               | "Stop Stop"                 | Superfinalist |
| 7  | Amalie & Frederikke | Amalie Sigmann Beck, Frederikke Hjortdal Palludan Larsen | "Tænker på et Kram"         | Superfinalist |
| 8  | Cozy                | Oliver Lübbert                                           | "Helt Special"              | Superfinalist |
| 9  | Nico & Julie        | Nicoline Pabst, Julie Rasmussen                          | "Første Blik"               | Ude           |
| 10 | C-Kat               | Katinca Keller                                           | "Helt Utroligt"             | Ude           |

### Superfinale
| Nr | Deltagere           | Sang                | Regioner | Regioner | Regioner | Regioner      | Regioner | I alt | Placering |
| Nr | Deltagere           | Sang                | Jylland  | Fyn      | Sjælland | Storkøbenhavn | SMS      | I alt | Placering |
| -- | ------------------- | ------------------- | -------- | -------- | -------- | ------------- | -------- | ----- | --------- |
| 1  | G=Beat              | "Buster Buster"     | 6        | 8        | 4        | 8             | 6        | 32    | 4         |
| 2  | Cool Kids           | "Pigen er Min"      | 12       | 12       | 10       | 12            | 12       | 58    | 1         |
| 3  | Line Rømer          | "Stop Stop"         | 4        | 4        | 6        | 4             | 4        | 22    | 5         |
| 4  | Amalie & Frederikke | "Tænker på et kram" | 8        | 6        | 8        | 6             | 8        | 36    | 3         |
| 5  | Cozy                | "Helt Speciel"      | 10       | 10       | 12       | 10            | 10       | 52    | 2         |

| Musik | Spire Denne musikartikel er en spire som bør udbygges. Du er velkommen til at hjælpe Wikipedia ved at udvide den. |